# Панама
Пана́ма (исп. Panamá МФА: [panaˈma] (слушать)о файле), официальное название — Респу́блика Пана́ма (исп. República de Panamá) — государство в Центральной Америке на Панамском перешейке между Карибским морем и Тихим океаном с президентской формой правления, унитарным государственным устройством и демократическим политическим режимом. Граничит с Коста-Рикой на западе и Колумбией на востоке. На языке индейцев местного племени куэва это название можно перевести как «место, где много рыбы».
Столица — город Панама. Официальный язык — испанский.

## География

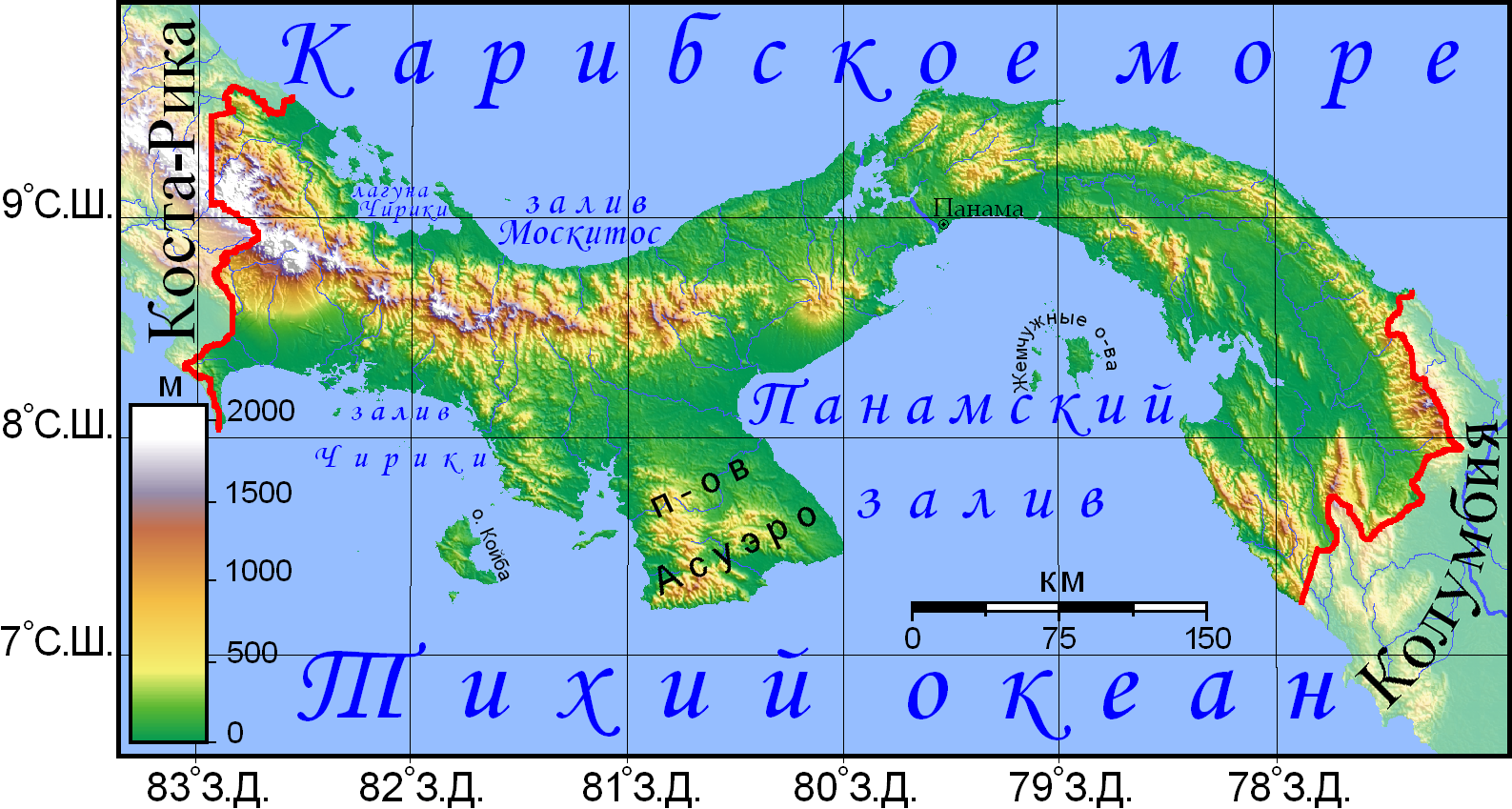
рельеф Панамы

Географические координаты — 9 00 N, 80 00 W.
Климат — субэкваториальный; с мая по январь — сезон дождей, с января по май — сухой сезон.
Рельеф, главным образом, крутой, неровный, горы и равнины. Самая высокая точка — вулкан Бару (3 475 м), находящийся в провинции Чирики.
Натуральные ресурсы — медь, древесина, морепродукты, имеется возможность строительства гидроэлектростанций.
Леса́ занимают 44 % территории страны (2010).

### Климат
На территории Панамы климат субэкваториальный, жаркий и влажный. Внутригодовые амплитуды температур невелики, среднемесячные температуры на побережьях 25–28 °C. Суточные перепады температур составляют 6–8 °C. Постоянно высокая относительная влажность воздуха (80 %). В горах проявляется вертикальная климатическая зональность (выше 700 м среднемесячные температуры уменьшаются до 18–20 °C). Среднегодовые суммы осадков на северных склонах гор и на побережье Карибского моря составляют 2 500–3 500 мм (осадки обильны в течение года с небольшим максимумом с апреля по декабрь), на юго-западе — до 1 500–2 000 мм (в январе — марте выражен сухой сезон).

## История
Территория современной Панамы была заселена немногочисленными индейскими племенами куна, чоко и гуайями. На юге существовала культура Кокле с развитыми традициями изготовления металлических предметов и керамики. Первые контакты с европейцами произошли в 1501 году с испанцем Родриго де Бастидасом.
В 1502 году Христофор Колумб исследовал восточное побережье Панамы в своё четвёртое плавание в «Новый Свет».

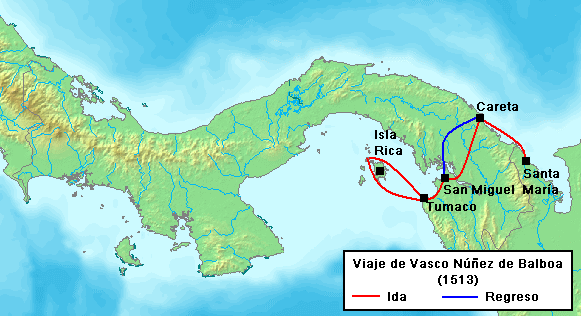
Маршруты экспедиций Бальбоа в Центральной Америке

В 1513 году Васко Нуньес де Бальбоа перешёл Панамский перешеек и стал первым европейцем, который увидел Тихий океан с востока. В 1510 году он основал колонию и стал губернатором региона. Вскоре Портобело стало местом переправки золота Инков в Европу, притягивая английских пиратов в эти места. Были завезены африканские рабы. В 1519 году была основана будущая столица страны — город Панама. Английский пират Генри Морган, который потом стал губернатором Ямайки, несколько раз грабил Портобело и, в 1671 году, город Панаму.
Интересна также и короткая история шотландского колониального присутствия в Панаме. В 1696 году около 2500 шотландских переселенцев основали торговую колонию в Дарьене. Из-за отсутствия поддержки, обещанной англичанами, и недостатка опыта шотландская колония испытывала большие трудности. Роковым для неё оказалось решение о найме в 1699 году одного из ямайских корсаров для атак испанских торговых караванов. В ответ экспедиционный корпус Испании напал на Дарьен и навсегда изгнал шотландцев из Панамы.
С упадком испанской империи Панама потеряла своё значение. В 1821 году страна объявила независимость от Испании и вошла в состав Великой Колумбии Симона Боливара.
Экономика страны была отсталой, но заинтересованность в перевозках через Панаму снова возросла в 1850-х годах, после обнаружения золота в Калифорнии. Была проложена железная дорога. Французской компанией в 1879 году начинается строительство Панамского канала, который должен был связать Тихий и Атлантический океаны. Банкротство компании приостановило строительство канала в 1889 году.
По инициативе и при непосредственной поддержке США в северо-западных областях Колумбии вспыхнули беспорядки, и провинция Панама провозгласила независимость от Колумбии в 1903 году. Канал и земля около канала отдаётся под контроль Соединённых Штатов Америки. В период с 1904 года по 1914 год канал был достроен под руководством офицера инженерных войск армии США Джорджа Вашингтона Готхолса. На строительстве была использована дешёвая рабочая сила — в основном негритянское население Антильских островов, Барбадоса, британской Западной Индии, которое вербовали американские вербовщики, прельщая высокими заработками, оказавшимися, по ряду свидетельств, не такими уж высокими. Панама вступила в Первую мировую войну 7 апреля 1917 года на стороне Антанты, основное участие страны свелось к борьбе с немецкими шпионами.
Демонстрации и бунты вспыхивали против контроля США над каналом в 1927 году, а также в 1947, 1959 и 1964 годах.
В 1940 году президентом стал Арнульфо Ариас, который был смещён с этой должности через год. Он захватил власть в свои руки в 1949 году и был свергнут в 1951 году. Хосе Антонио Ремон, избранный президентом в 1952 году, был убит в 1955 году, после чего этот пост занял Эрнесто де-ла-Гуардия. За его пришествием последовала недолгая череда конституционных правительств: в 1960 году президентское кресло получил Роберто Чиари, в 1964 году этот пост занял Марко Роблес, а в 1968 году в третий раз Арнульфо Ариас, который был свергнут через 11 дней в результате бескровного военного переворота.
Сформированная военная хунта возглавлялась двумя полковниками, известными своими консервативными взглядами: Хосе Мария Пинилья Фабрегасом (с 1960 заместитель командующего Национальной гвардией) и Боливаром Уррутия (командующий Национальной гвардией с октября 1968). Остальные 8 членов хунты, вошедшие в её состав на положении министров, были связаны с крупным бизнесом. Были распущены Национальная ассамблея и запрещены политические партии.
25 февраля 1969 года внутри самой Национальной гвардии произошёл переворот. Лидеры консервативного крыла и сторонники диктатуры были уволены из армии и депортированы в США. Реальная власть перешла к одному из организаторов переворота 11 октября полковнику Омару Торрихосу.
15 декабря 1969 года имела место попытка проамериканского переворота во главе с полковниками Хосе Мария Пинилья Фабрегасом, Р. Сильверой и А. Санхуром, однако благодаря личной смелости Омара Торрихоса, вернувшегося из-за границы в страну в тот же день, и активно поддержавшему его А. М. Норьеге, мятеж провалился.
Была создана Национальная корпорация по производству сахара, построены 5 первых в стране сахарных заводов. Построена ГЭС на реке Байяно. В стране развилась сеть банков.
В 1971 году принят новый кодекс о труде, предоставивший расширенные права трудящимся и профсоюзам в отстаивании экономических требований и сокративший рабочую неделю до 40 часов, а также установивший гарантированное право на забастовки, возможность участия в прибылях предприятий, минимум заработной платы, тринадцатую зарплату и защиту от необоснованных увольнений. Впервые в стране началось массовое жилищное строительство для низкооплачиваемых категорий населения. Руководство страны позволило превратить Панаму в международный финансовый центр: в 1970-х годах в стране действовало уже около пятидесяти крупных банков. Среднегодовой доход панамца стал выше, чем в любой стране Латинской Америки.
Широкую поддержку панамцев получили такие мероприятия правительства О. Торрихоса, как налоговая реформа, перестройка системы образования (введено всеобщее начальное образование) и здравоохранения, аграрная реформа (основанная на использовании залежных и пустующих государственных земель), усиление роли профсоюзов с введением принципа обязательного членства в них. В ходе реформы системы образования уже к 1978 году было достигнуто одно из лучших достижений в Латинской Америке: ни одному школьнику не надо было добираться до школы дольше получаса ходьбы. Образование до 9 лет стало не только бесплатным, но и обязательным. 98 % детей школьного возраста посещали школы. В 4 раза выросло число студентов. 12 % общегосударственных расходов выделялось на здравоохранение. Расходы на здравоохранение выросли с 11,7 до 17 долларов в год. На каждые 10 тыс. населения полагался специализированный медицинский центр.
Был дан ход фактически замороженной аграрной реформе 1962 года, причём длительная неуплата налогов стала квалифицироваться как отказ владельца от земли, а правительство получило право на передачу её крестьянам. В 1969–1971 годах так были переданы 73 тыс. га. На экспроприированных землях было создано свыше 250 кооперативных хозяйств (асентамьенто, давали в 1970 году 1 % национального производства зерна, спустя 3 года уже 30 %, а доходы в них превышали уровень дохода крестьян-одиночек в 4–5 раз).
В короткое время были созданы мощные профсоюзные объединения (главное, Национальный центр трудящихся, насчитывал 40 тысяч членов).
Активная политика в области ликвидации неграмотности привела к тому, что если в 1968 году неграмотных в стране было около 35 %, то в 1978 по словам О. Торрихоса, «ни у одного ребёнка в Панаме не уходило на дорогу в школу более получаса ходьбы». Образование до 9 лет стало обязательным и бесплатным. Число школьников выросло в 5 раз, главным образом за счёт школ, ориентированных на подготовку в будущем специалистов для промышленности, транспорта и сельского хозяйства. Втрое выросла номенклатура профессий в университете Панамы, появились его филиалы в провинциях, число студентов выросло в 4 раза. Учебники выдавались бесплатно. Впервые было создано министерство здравоохранения, на нужды медицины выделялось около 12 % государственных расходов. На каждые 10 тыс. человек полагался специализированный медицинский центр, детская смертность упала с 44 до 24 человек на тысячу родившихся.
Со временем популярность Торрихоса среди народа выросла за счёт социально-ориентированной политики и популистских выступлений. В этот период отмечается широкое строительство дорог, мостов, жилых домов, проводится аграрная реформа, хотя страна залезла в большие долги. Быстро развивались образование и здравоохранение. Прошла национализация ряда североамериканских компаний и построены новые предприятия. Правительством Торрихоса принимались меры, направленные на укрепление национального суверенитета страны.
На выборах в Национальную ассамблею (НА) 6 августа 1972 года при явке 89 % сторонники О. Торрихоса получили 350 мест, левые партии (в том числе коммунисты и их сторонники) — 60, правые партии — 50, независимые — 44, демохристиане — 1. НА имела право рассматривать законы, вносить в них изменения, принимать и отклонять их, утверждать поправки в конституцию, ратифицировать или отклонять международные договоры. НА получила право выбирать президента и вице-президента страны. Однако право законодательной инициативы сохранялось за Национальным законодательным советом, члены которого назначались президентом страны и председателем НА.
На первой сессии НА президентом страны был избран 12 октября 1972 года Деметрио Лакас. Новая конституция категорически запрещала отчуждать национальную территорию под любым предлогом и вводила институт всенародного плебисцита для утверждения важнейших международных договоров (в частности, касающихся существующих или новых межокеанских каналов. Избирательный ценз был снижен с 21 года до 18 лет. Статья 2 новой конституции обязывала исполнительную, законодательную и судебную власти работать в «гармоническом сотрудничестве между собой» и с вооружёнными силами страны (Национальная гвардия получила законное право участия в политической жизни страны). Провозглашалось право государства на госсектор и экономическую активность. Временная (на 6 лет) статья предоставляла практически всю верховную власть и полномочия О. Торрихосу как «Верховному лидеру панамской революции».
7 сентября 1977 года было достигнуто соглашение о полной передаче канала из юрисдикции США правительству Панамы в конце 1999 года (началось 1 октября 1979 года). В июле 1981 года Торрихос погиб в авиакатастрофе при подозрительных обстоятельствах, не исключающих возможности убийства. К власти пришёл его соратник, полковник Мануэль Норьега. В последующее десятилетие Норьега с поста командира Национальной гвардии де-факто руководил страной, хотя соблюдалась видимость демократии и регулярно проводились выборы президента. В 1988 году американский суд предъявил Норьеге обвинение в причастности к перевозке наркотиков, и США стали предпринимать попытки отстранить Норьегу от власти. В 1989 году Норьега отменил результаты майских выборов президента и объявил президентом Франсиско Родригеса, разогнав демонстрации протеста. Ныне существующая официальная версия США утверждает, что кандидат от оппозиции собрал вдвое больше голосов, чем ставленник Норьеги.
Попытка группы офицеров панамской армии при поддержке США организовать путч с целью свержения Норьеги с поста главнокомандующего в октябре 1989 года провалилась, почти все организаторы были арестованы и казнены (также гонениям были подвергнуты члены их семей и семьи сочувствующих), некоторые успели бежать в США.
15 декабря 1989 года законодательная власть Панамы объявила Норьегу президентом и объявила состояние войны с США. В тот же день в стране был убит один американский военнослужащий.
20 декабря 1989 года США начали военную операцию против Панамы. Норьега был свергнут, на его место поставлен Гильермо Эндара, привезённый из США.
В 1994 году президентом был избран бывший соратник Торрихоса, министр финансов в его правительстве Эрнесто Перес Бальядарес. При Бальядаресе проповедовались принципы свободного рынка, были приватизированы электрическая и телефонная компании, и Панама вступила в ВТО. В конце правления Бальядарес проиграл референдум по поводу второго срока примерно 1 к 2, причиной чему называют непопулярность его неолиберальных затей. В 1999 году президентом была избрана вдова экс-президента Арнульфо Ариаса Мирея Москосо Родригес, позже проигравшая состязание за этот пост в 2004 году. Её программа была амбициозна, но были сложности с воплощением, поскольку у её партии в законодательном собрании не было большинства. В 2004 году должность президента занял Мартин Торрихос Эспино, сын генерала Торрихоса, уже баллотировавшийся в президенты в 1999 году. Его приход на этот пост подтвердил интересную закономерность: проигравший на президентских выборах в Панаме выигрывает следующие. Торрихос-младший действовал на условно социал-демократической платформе и предлагал всем и каждому «присоединиться к социальному пакту против бедности, за социальную справедливость и процветание».
В новейшее время заметной тенденцией в панамской жизни стали протесты и социальные выступления против неолиберальных реформ (особенно заметные в августе 2001, в сентябре 2003-го и мае — июне 2005 года).
3 мая 2009 года прошли президентские и парламентские выборы, на которых новым президентом был избран Рикардо Мартинелли, кандидат либеральной партии «Демократический выбор».
На всеобщих выборах 4 мая 2014 года президентом был избран Хуан Карлос Варела от Панамистской партии, а в Национальной ассамблее ведущими партиями стали партии «Демократическая перемена», Революционно-демократическая и Панамистская.
На всеобщих выборах 5 мая 2019 года президентом был избран Лаурентино Кортисо от Революционно-демократической партии, получившей 35 мест в парламенте из 71.
На всеобщих выборах 5 мая 2024 года президентом был избран Хосе Рауль Мулино от образованной в 2021 году право-либеральной партии «Реализация целей», получившей 14 мест в парламенте. Была сформирована широкая парламентская коалиция из депутатов РЦ, РДП (13 мест), Партии Альянса (8 мест), НРЛД (1 место), 6 из 8 депутатов-панамистов и 1 из 2 депутатов от Народной партии и ряда независимых депутатов.

## Административное устройство
Панама в административном отношении делится на десять провинций (исп. provincias, в единственном числе — provincia) и три автономные области (комарка, исп. comarca indígena).
Ещё две комарки входят в состав провинций и таким образом иерархически эквивалентны округам (distrito).

## Внешняя политика
Член ООН, ОАГ, Движения неприсоединения, ВТО. Непостоянный член СовБеза ООН (2025–2026).

## Государственное устройство
Панама — унитарное государство. Конституция принята 11.10.1972. Форма правления — президентская республика. Тип государственного устройства — демократическая республика. Глава государства и правительства — президент. В настоящее время пост президента занимает Хосе Рауль Мулино.
Кабинет министров назначается президентом, президент и вице-президент выбираются всеобщим голосованием каждые 5 лет.

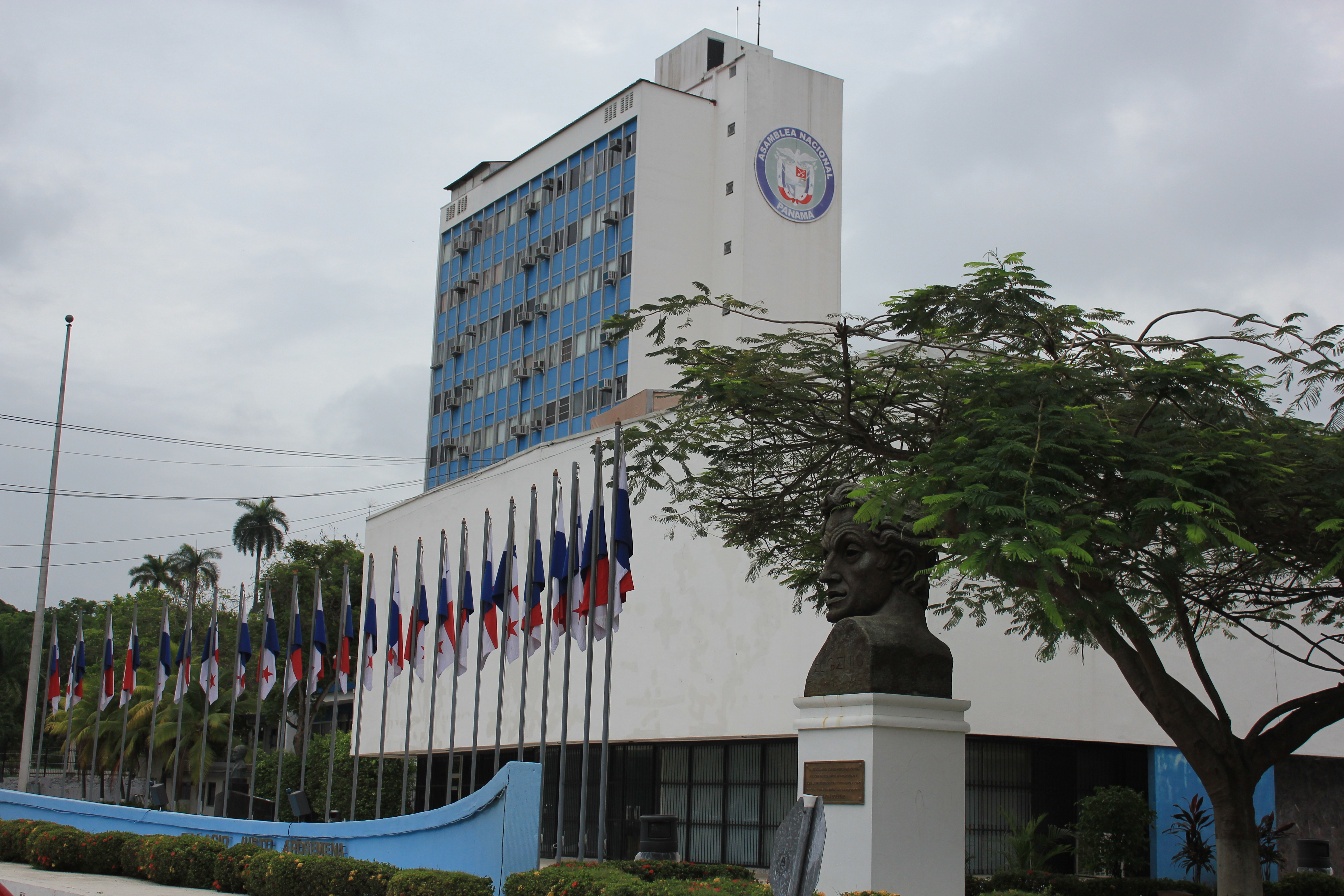
Национальная ассамблея Панамы

Законодательный орган — однопалатная Национальная ассамблея — 71 депутат, избираются населением на пятилетний срок.

### Политические партии
По итогам выборов в мае 2019 года в Национальной Ассамблее представлены следующие партии:
- Революционно-демократическая партия — левоцентристская, 35 мест в Национальной Ассамблее;
- Демократические перемены (Панама) — либерально-консервативная, 18 мест;
- Панамистская партия (бывшая Национально-революционная, бывшая Арнульфистская) — консервативно-националистическая, 8 мест;
- Либеральное республиканское национальное движение (МОЛИРЕНА) — правоцентристская, 5 мест.

Оставшиеся 5 мест в Национальной Ассамблее заняли независимые политики.
В стране зарегистрировано ещё несколько легальных партий и движений, не представленных в парламенте.

## Экономика

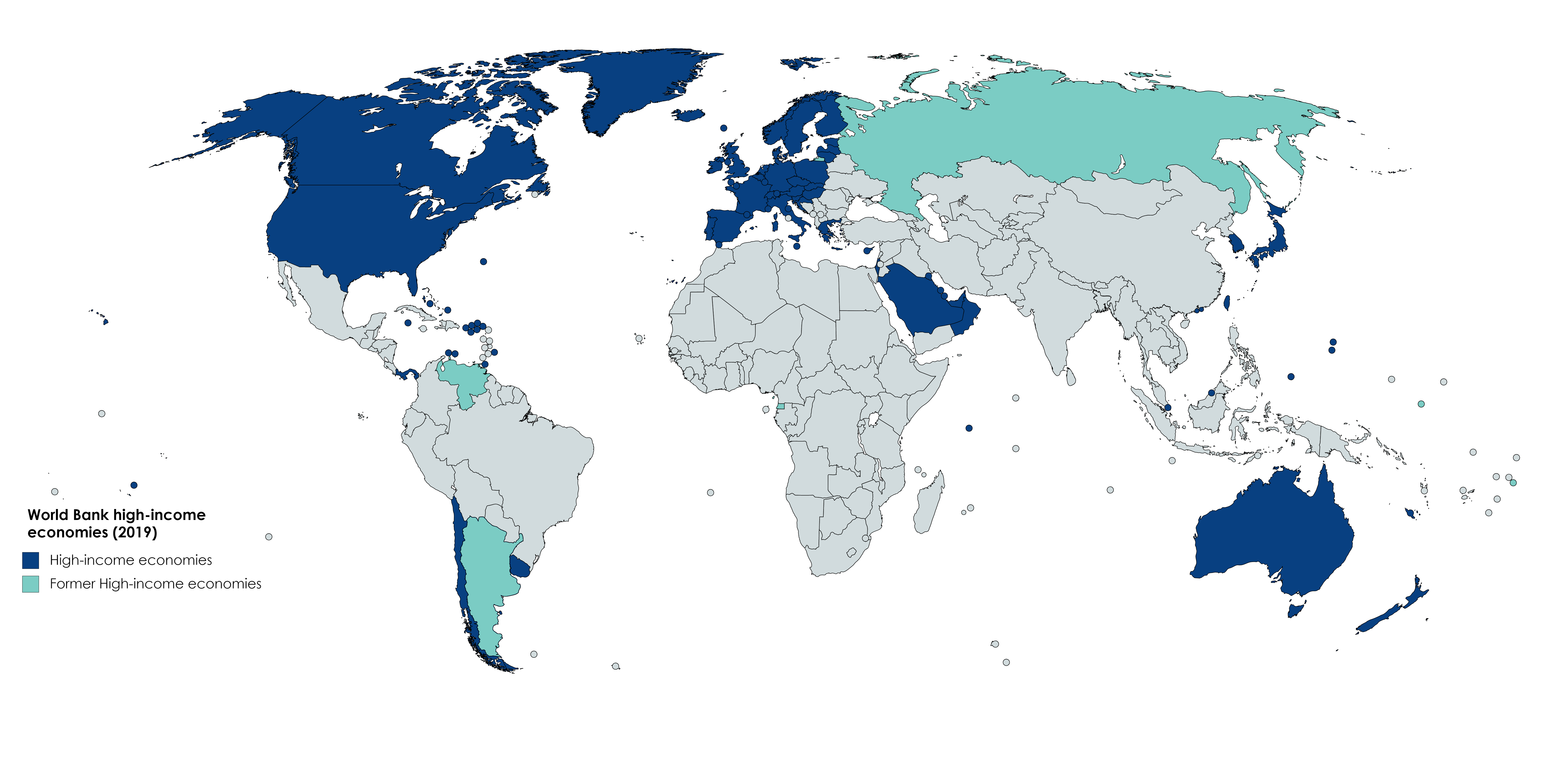
Страны с высоким уровнем доходов по состоянию на 2023 год. Тёмно-синим выделены страны с высоким уровнем доходов. Голубым выделены бывшие страны с высоким уровнем доходов.

Согласно данным Всемирного банка, Панама относится к категории стран с высоким уровнем доходов. Экономика Панамы базируется на эксплуатации Панамского канала, а также на банковском деле, страховом деле, регистрации судов под флагом страны и туризме. Эти отрасли составляют примерно две трети ВВП Панамы, в них заняты примерно две трети работающих.
ВВП на душу населения в 2022 году — около 36 тыс. долл. (57-е место в мире).
Промышленность даёт около 17 % ВВП (занято 18 % работающих), а сельское хозяйство — около 6 % ВВП (занято 15 % работающих).
Основные сельскохозяйственные культуры — бананы, рис, кукуруза, кофе, сахарный тростник, овощи; разводится скот.
Отрасли промышленности — строительство, пивоварение, цемент и другие стройматериалы, производство сахарного песка, переработка нефти.

### Внешняя торговля
Экспорт — 3,06 млрд долл. (в 2017): нефтепродукты (21 %), гудрон (9,9 %), бананы (9,8 %), суда (5,1 %), а также кофе, золото, креветки и другие продовольственные товары.
Основные покупатели: Эквадор 28 %, Нидерланды 9,8 %, США 8,1 %, Южная Корея 4,3 %.
Импорт — 24,8 млрд долл. (в 2017): Сырая нефть и нефтепродукты (33 %), продукция машиностроения (14 %), химические товары, в том числе лекарства (12,7 %), транспортные средства, в том числе суда (11,1 %), текстиль (5,8 %).
Основные поставщики: Китай 24 %, США 19 %, Колумбия 10 %, Южная Корея 6,6 %.

### Денежная система
Панамская валюта — бальбоа была введена с 1903 года, после отделения от Колумбии. Однако на практике бальбоа мало применяется. Панама имеет собственную чеканку, но как бумажная валюта используются доллары США. В Панаме чеканятся монеты максимальным достоинством в 5 бальбоа, а также 1 бальбоа и более мелкие (с 1934 года курс бальбоа твёрдо привязан к американскому доллару в соотношении 1:1).

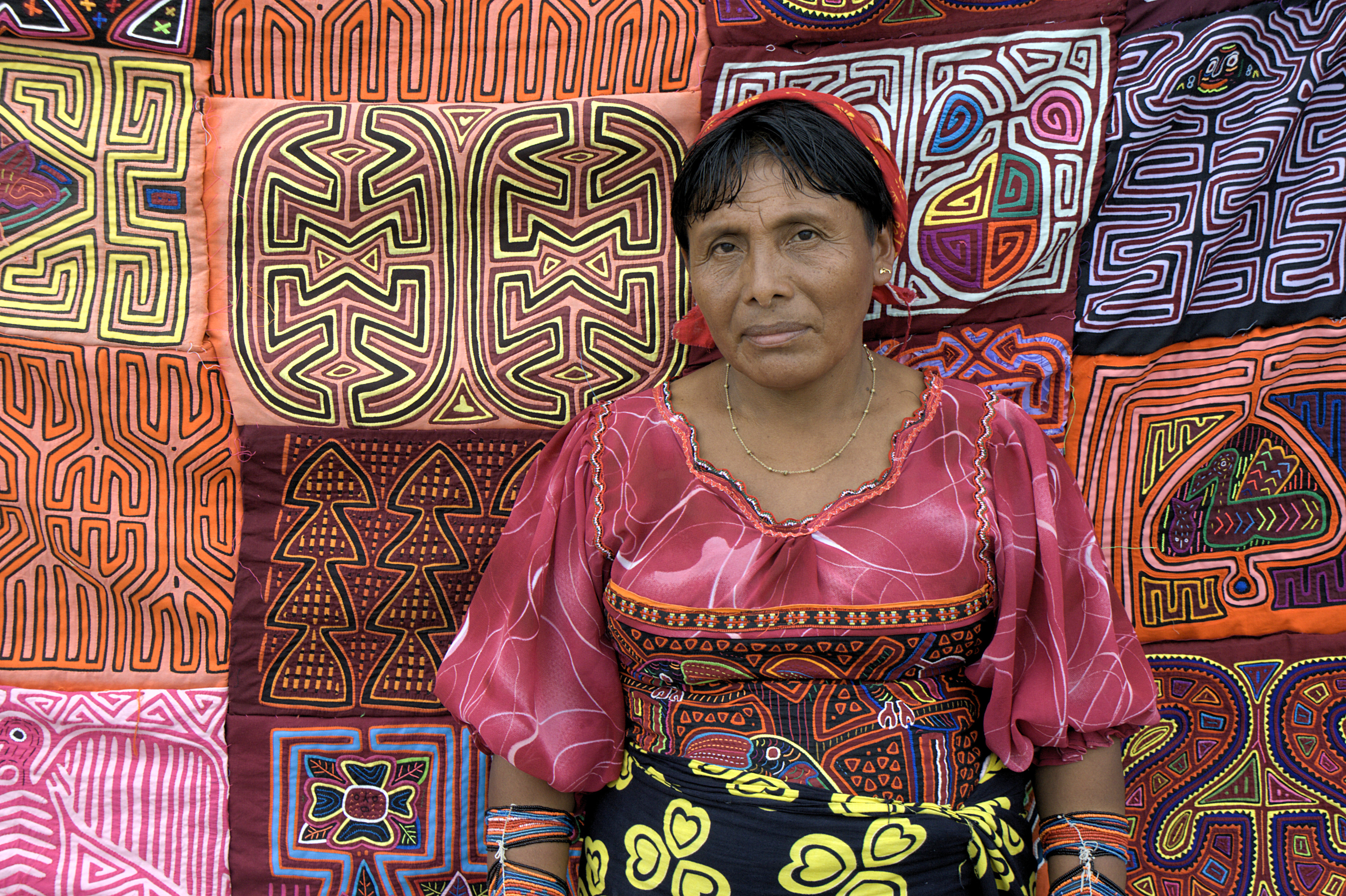
Женщина из народа куна продаёт текстильные изделия мола в Панаме

Панама была первой из трёх стран Латинской Америки, пришедшей к долларизации; позже были долларизированы Эквадор и Сальвадор.

## Туризм
В 2010 году страну посетило 1,7 миллиона туристов, что является наиболее высоким показателем и на 12 % больше, чем в 2009 году.
С 2009 года в Панаме развивается Транспанамская тропа. TransPanama Trail — пеший туристический маршрут протяжённостью 1 127 км, который проходит через всю страну от границы с Колумбией до границы с Коста-Рикой.
Международный аэропорт Токумен.

## Население
| Этнорасовый состав Панамы | Этнорасовый состав Панамы | Этнорасовый состав Панамы | Этнорасовый состав Панамы | Этнорасовый состав Панамы |
| Этнические группы         |                           |                           | проценты                  |                           |
| ------------------------- | ------------------------- | ------------------------- | ------------------------- | ------------------------- |
| Метисы                    |                           |                           | 65 %                      |                           |
| Индейцы                   |                           |                           | 12,3 %                    |                           |
| Негроидная раса           |                           |                           | 9,2 %                     |                           |
| Мулаты                    |                           |                           | 6,8 %                     |                           |
| Белые                     |                           |                           | 6,7 %                     |                           |

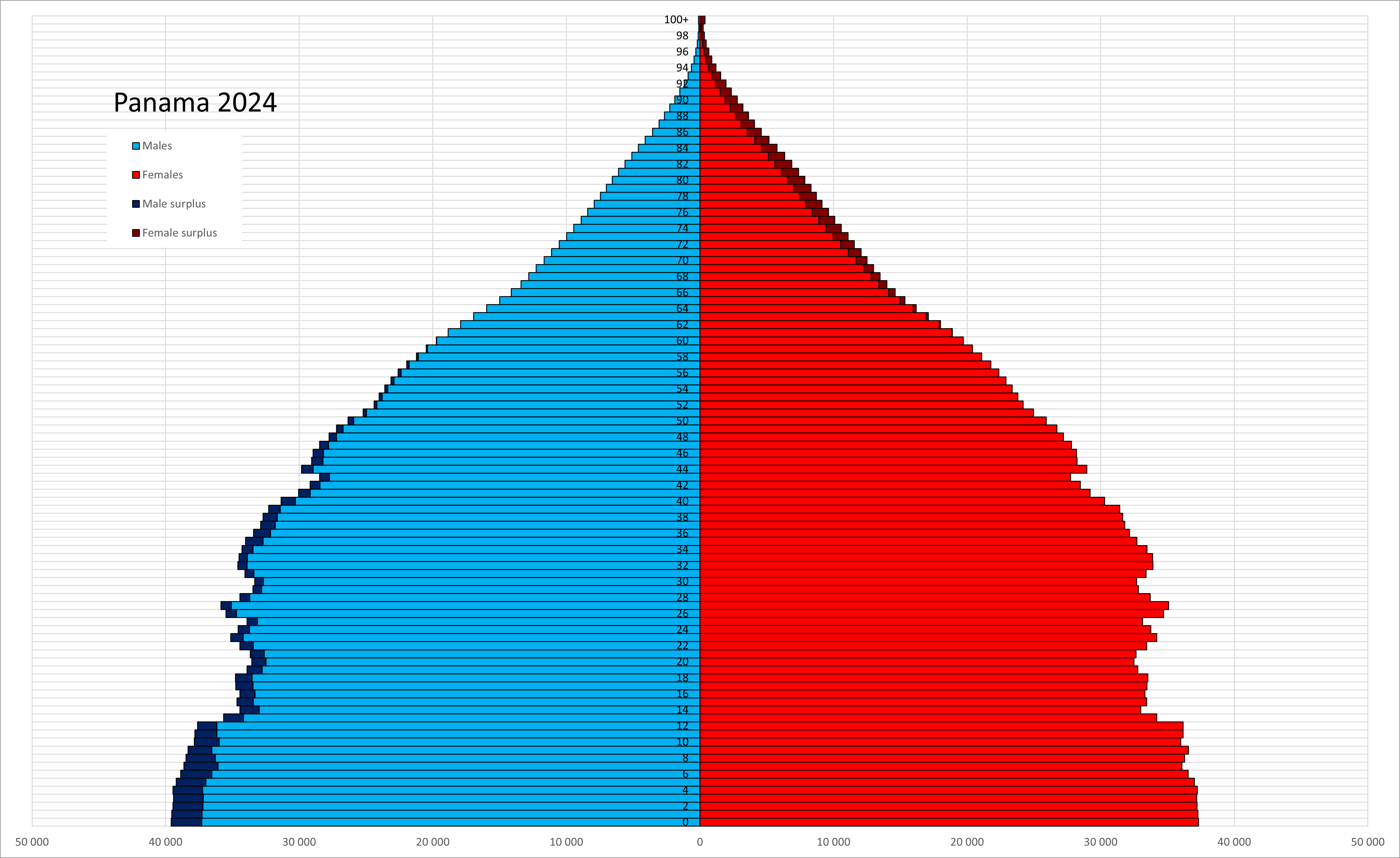
Возрастно-половая пирамида населения Панамы на 2024 год

Численность населения — 4,2 млн (2020 год).
Годовой прирост — 1,5 % (фертильность — 2,5 рождений на женщину).
По среднему прогнозу, население страны к 2100 году составит — 3,9 млн человек.
Заражённость вирусом иммунодефицита (ВИЧ) — 1 % (53-е место в мире, оценка на 2007 год), 20 000 человек.
Рождаемость — 20,18 ‰ (96 место в мире), смертность — 4,66 ‰ (196 место в мире), младенческая смертность 12,67 на 1 000 новорождённых (139 место), средняя продолжительность жизни — 77,25 лет (74,47 лет у мужчин, 80,16 лет у женщин).
Доля городского населения — 73 %.
Средняя плотность населения 48,5 чел./км2 (2013).

### Американская диаспора
Отдельно от панамцев следует рассматривать американцев — граждан США, проживающих компактно преимущественно в районе зоны Панамского канала на постоянной основе, из которых около 75 % являются военнослужащими ВС США (армия, авиация, флот и морская пехота). Американцы живут вместе с семьями обособленно в своих городках, специально построенных для их размещения, практически не соприкасаясь и не контактируя с местным населением (имея собственные административные органы, полицию и другие муниципальные и коммунальные службы, школы, церкви, магазины, развлекательные учреждения и т. д.). За многие десятилетия выработался такой субэтнический тип как панамоамериканец (так называемые «200%-ные американцы»). В связи с этим распространённым явлением для членов семей американских служащих в Панаме является практика, когда за несколько десятилетий проживания там они не понимают ни слова по-испански.

### Языки
Испанский (официальный), французский (владеет 18 % населения), английский (владеет 14 % населения), многие панамцы владеют несколькими языками.

### Религия
Католики составляют от 75 % до 85 % населения страны, протестанты — от 15 % до 25 %. Протестанты делятся на верующих Ассамблей Бога, Протестантской Епископальной Церкви, церкви Адвентистов Седьмого Дня, баптистов, методистов.
Около 2 % населения исповедуют бахаизм, Свидетелей Иеговы — 1,31 %, мормонов — 1,1 %.

## Образование
Уровень грамотности в стране в 2016 году составляет 94 %, что делает Панаму лидером по этому показателю в регионе Центральной Америки. Индекс образования составил 0,888 за 2007 год, что относится к категории высоких.
В стране почти 100 тысяч студентов (молодёжь обучается в 88 вузах).
Основные высшие учебные заведения:
- Университет Панамы.
- Технологический университет Панамы[англ.].
- Университет Западного побережья[англ.].
- Латинский университет[англ.].
- Политехнический университет Центральной Америки.
- Университет Санта Мария ла Антигуа.

## СМИ
Государственная телерадиокомпания — SERTV (Sistema Estatal de Radio y Televisión — «Государственная система радио и телевидения»), включает в себя телеканалы TVN, SERTV Canal 11, радиоканалы Radio Nacional de Panamá, Nacional FM, Cristol FM, международный радиоканал Radio Panamá Internacional.
Страна не имеет законов об обязательном хранении данных и она не состоит в альянсах 5 и 14 глаз, поэтому там базируются некоторые поставщики VPN (NordVPN).

## Культура
Культура Панамы происходит от европейской музыки, искусства и традиций, привнесённых испанцами в Панаму. Гегемонистские силы создали гибридные формы, сочетающие африканскую и индейскую культуры с европейской. Например, тамборито — испанский танец с африканскими ритмами, темами и танцевальными движениями.
Фольклор варьируется в каждом регионе и представлен типичным костюмом, юбкой, традиционной едой и блюдами, а также музыкой и танцами.

### Спорт
Спортсмены Панамы дебютировали на Олимпийских играх в 1928 году.

## Вооружённые силы
Страна не имеет постоянной армии. В «Общественные силы Республики» входят:
- Национальная пограничная служба;
- Национальная полиция Панамы;
- Национальная воздушная служба;
- Национальная морская служба;
- Служба институциональной защиты.

Общая численность вооружённых военизированных формирований составляет около 12 тыс. человек (из них 11 тысяч — силы национальной полиции).